# Heubach (Odenwald)
Heubach is een plaats in de Duitse gemeente Groß-Umstadt, deelstaat Hessen, en telt 1765 inwoners.